# Waza Żeńców
Waza Żeńców – nazwa nadana starożytnemu naczyniu minojskiemu, ozdobionemu reliefem figuralnym, odnalezionemu w 1902 roku w ruinach willi w Hagia Triada.
Naczynie znajduje się na ekspozycji w sali VII Muzeum Archeologicznego w Heraklionie. Datowane na okres młodszych pałaców (ok. 1550–1500 p.n.e.), określane jest jako wykonany z ciemnozielonego serpentynu ryton o maksymalnej średnicy ponad 11 cm. Zachowała się jedynie górna, cylindryczna część naczynia, składająca się z wąskiej szyi z szerokim, spłaszczonym wylewem oraz z części pękatego brzuśca, o wysokości 9,6 cm. 
Brzusiec pokryty jest pasmową dekoracją reliefową, przedstawiającą świąteczną procesję złożoną z 27 postaci (wskutek uszkodzenia naczynia dekoracja urywa się na wysokości kolan przedstawionych osób). Korowód prowadzony jest przez starszego, długowłosego mężczyznę odzianego w obszerną, dzwonowatą szatę pokrytą wzorem łuskowym, niosącego na ramieniu kij łozinowy. Obok niego kroczy muzykant potrząsający kołatką. Kroczący za nimi mężczyźni odziani są w krótkie spódniczki, na głowach zaś mają płaskie czapki. Trzymają oni w rękach motyki, do których końców przywiązane są młode pędy wierzbowe. Dwudziestu jeden spośród nich niesie także woreczki, przypuszczalnie z ziarnem. Wszystkie postacie są przedstawione w kanonie zbliżonym do sztuki staroegipskiej: z twarzami i nogami ukazanymi z profilu, a korpusami ujętymi frontalnie. Jeden z mężczyzn odwraca głowę, zwracając się do postaci kroczącej w następnym rzędzie. Scenę charakteryzuje naturalistyczna żywotność, a wielość nagromadzonych elementów wraz z ich rozmieszczeniem korzystnie świadczy o artystycznych zdolnościach twórcy tego zdobienia.